# Bystřice (affluent de la Cidlina)
Pour les articles homonymes, voir Bystřice.
La Bystřice est une rivière de Tchéquie longue de 63 km. Elle est un affluent gauche de la Cidlina et donc un sous-affluent du fleuve l'Elbe.

## Géographie
De 63 km de longueur elle coule globalement du nord vers le sud.
Cette rivière prend sa source dans les contreforts des Monts des Géants, à 481 m d'altitude, à l'est de la ville de Pecka, entre les villages de Horní Brusnice et de Vidonice.
Elle s'encaisse ensuite sur 4 km dans la vallée de Kal. Depuis 1990, cette section au paysage typique des Sudètes est classée site protégée sur 25 ha. Puis elle arrose les villages de Vidoň, de Miletínek et de Miletín, avec en rive droite la réserve naturelle de Miletín.
Enfin elle traverse Rohoznice et se grossit de nouveaux apports à Bubnovka. Elle serpente à travers la plaine entre Doubrava et Hořice. Les zones humides naturelles et laisses de la rivière ont été classées site protégé d'Údolí Bystřice en 1990 sur 17 ha. Une autre zone naturelle, la ripisylve de Farářova (3 ha) se trouve un peu au nord. 

### Bassin versant
Son bassin versant est de 379 km2.

## Affluents
- la Bubnovka (rd[note 1])

## Hydrologie
Son régime hydrologique est dit pluvial océanique.